# ۸۱۸ (میلادی)
۸۱۸ (میلادی) هشتصد  و هجدهمین سال تقویم میلادی است.

## درگذشتگان
- ۲۶ مه – علی بن موسی الرضا، امام هشتم شیعیان (ز. ۷۶۶)